# 비프 엘리어트

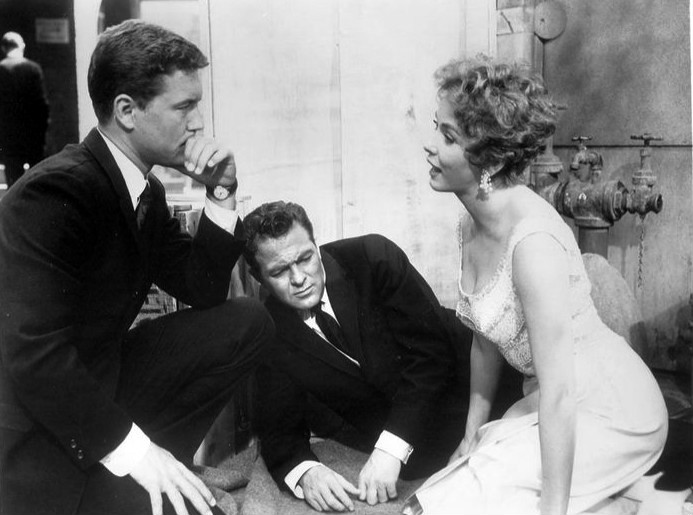

비프 엘리엇(Biff Elliot, 1923년 7월 26일 ~ 2012년 8월 15일)는 미국의 배우이다.
린에서 태어났다.

## 출연 작품
- 인생이란 (1986년)
- 혹성 탈출 - 혹성 귀환 (1981년)
- 더 다크 (1979, The Dark)
- 특종 기사 (1974년)
- 호랑이를 구하라 (1973년)
- 코치 (1971년)
- 네이비 Vs. 나이트 몬스터 (1966년)
- 데스티네이션 이너스페이스 (1966년)
- 브레인스톰 (1965년)
- 전투 (1962년)
- 폭찹 고지전투 (1959년)
- 제시 제임스 스토리 (1957년) - 짐 영거 역
- 상과 하 (1957년)
- 천국과 지옥 (1956년)
- 대나무집 (1955년)
- 굿모닝 미스 도브 (1955년)
- 아이, 더 주어리 (1953년)

### 텔레비전
- 혹성탈출 - TV 시리즈 (1974년)
- 제5전선 (1966년)
- 선셋 77번가 (1958년)